# Renau
Renau es un municipio español de la comarca catalana del Tarragonés, en la provincia de Tarragona. Según datos de 2023 su población era de 160 habitantes.

## Historia
Perteneció a la señoría de los Catllar hasta principios del siglo XIV cuando, por matrimonio, quedó en manos de la familia Montoliu. Renau constituía una baronía que incluía un total de seis núcleos. Desde el siglo XVI formó parte de la Comuna del Campo.
En 1842 se fusionó con el núcleo de Peralta para formar un único municipio.

## Geografía humana

### Demografía
Cuenta con una población de 158 habitantes (INE 2024).
| Gráfica de evolución demográfica de Renau entre 1842 y 2021                                                           |
| |
| Población de derecho según los censos de población del INE. Población de hecho según los censos de población del INE. |

### Economía
La principal actividad económica es la agricultura, destacando los cultivos de olivos, algarrobos, avellanos y cereales.

## Cultura
La iglesia parroquial está dedicada a Santa Lucía. Se construyó entre 1749 y 1756, A mediados del siglo XIX se le añadió el campanario. En su interior se conserva una imagen gótica de la Virgen de Loreto así como otra imagen del siglo XVII de la Virgen del Rosario. Destaca también una cruz de plata del siglo XVII. No quedan restos del antiguo castillo que fue incendiado durante la Guerra de los Segadores.
En las afueras del pueblo se encuentra el santuario de la Virgen de Loreto. Aparece documentado en el siglo XVII aunque la capilla original se sustituyó en 1704. Es de nave única y las paredes están decoradas con unas pinturas, obra de Josep Maria Jujol, realizadas en 1925. Cuenta con un campanario de espadaña.
En el núcleo de Peralta, que se encuentra deshabitado, pueden verse los restos de la antigua iglesia parroquial del siglo XIV. El templo se encontraba cubierto con pinturas murales que no fueron descubiertas hasta la década de 1940. Representan cinco escenas, entre ellas un Pantocrátor. Fueron arrancadas y trasladadas al Museo Diocesano de Tarragona para su conservación.
Renau celebra su fiesta mayor en el mes de julio.